# Засићење кисеоником (медицина)
Засићење (сатурација) кисеоником показује колики је део (у процентима) овог гаса у телесним течностима, обично у крви. У медицини се термин засићеност (сатурација) кисеоником обично користи за означавање нивоа оксигенације у крви. Оксигенација настаје када молекули кисеоника (О2) уђу у тело у коме се у плућима, из ваздуха прелазе у крв и везују се за хемоглобин да би се формирао оксихемоглобин, и тако обавила његова дистрибуција по телу.
Сатурација кисеоника у крви, посебно засићење артеријске крви кисеоником (СаО2), је важан параметар за процену респираторне функције. У многим случајевима, у зависности од клиничке слике, старости и општег стања пацијента, одређивање засићења кисеоником омогућава закључак о функцији и активностима плућа.
При ниским парцијалним притисцима кисеоника, већина хемоглобина у крви се деоксигенише. Од око 90% (вредност варира у зависности од клиничког контекста) засићеност кисеоником расте према кривој дисоцијације кисеоник-хемоглобин и приближава се 100% при парцијалним притисцима кисеоника већим од 11 кПа.
Промене концентрације хемоглобина у крви такође значајно утичу на количину кисеоника која се преноси путем крви. Када је пацијент анемичан, садржај кисеоника у крви се смањује, а са полицитемијом он се повећава. У оба случаја SaO2 може бити 97-100%, али у тим условима постоји разлика у количини кисеоника коју преноси хемоглобин.

## Основне информације
Кисеоник (О2) је неопходан за аеробни метаболизам током кога се стварају угљен диоксид (СО2) и енергија неопходна за живот и рад ћелија. Размена респираторних гасова, кисеоника (О2) и угљеног диоксида (СО2) између атмосферског ваздуха и крви одвија се у плућима. Стога је задовољавајућа функција плућа први услов за одржавање хомеостазе ових гасова, односно за правилно засићење кисеоником у телесним течностима (обично у крви).
Кисеоник који дифундира из алвеола плућа у крв даље се транспортује у ћелије на два начина:
- везан за хемоглобин (97%)
- физички се раствара у плазми (3%).

Збир количине кисеоника раствореног у плазми и количине кисеоника везаног за хемоглобин назива свеукупни садржај кисеоника у крви (СаО2). Како је растворљивост кисеоника у крви врло мала, вредности садржаја кисеоника у крви (СаО2) углавном се одређују количином кисеоника која је везана за хемоглобин.
Стварне количине кисеоника растворених у плазми нису велике, пошто ни коефицијент растворљивости кисеоника у плазми није велики. То је 0,003 мл/дл, при притиску од 1 ммХг. Капацитет хемоглобина за кисеоник (када је хемоглобин потпуно засићен) износи 1,34 мл, или 1 грам хемоглобина може максимално пренети 1,34 мл кисеоника (Хифнеров фактор).
Ако су познати следећи параметри: концентрација хемоглобина у крви (Хб), парцијални притисак кисеоника у артерији (РаО2) и засићеност хемоглобином у крви (СаО2), садржај кисеоника у артеријској крви може се израчунати по овој формули:
- СaО2=[1,34 x Hb x (SaO2/100)] + 0,003 x PaO2

У идеалним условима, при парцијалном притиску кисеоника у артеријској крви од 100 ммХг (РаО2 = 100 ммХг), засићености (сатурација) хемоглобина кисеоником (SaO2) од 98-100% и концентрацији хемоглобина од 15 г/дл, ова вредност је око 20 мл/100 мл крви или 200 мл/1.000 мл крви (200 мл/Л крви). Ако се садржај кисеоника (СаО2) помножи са минутном запремином крви (СО), добиће се укупна количина кисеоника допремљеног у ткива (DO2).
- DO2 = CO x СаО2
- DO2 = 5 L/min x 200 ml/L = 1000 ml

Међутим притисак кисеоника у мешаној венској крви (PvO2) је између  40  i 52 ммХг  засићења хемоглобина кисеоником (SvO2) је 75% тако да је садржај кисеоника у венској крви (CvO2) око 15 мл/100 мл крви (150 мл/1.000 мл krvi, или 150 мл/Л крви).
- CvO2 = [1,34 x Hb x (SvO2/100)] + 0,003 x PvO2
- CvO2 = 15 ml/100ml krvi.

Разлика између засићења кисеоником у артеријској крви (СаО2 = 20 мл/100 мл крви) и венске крви (СvО2 = 15 мл/100 мл крви) указује на то да ткива за своје потребе преузимају око 5 мл кисеоника на 100 мл крви (50 мл/1.000 мл крви). Под претпоставком да је срчани излаз 5 Л/мин (СО = 5 Л/мин), потрошња кисеоника у ткиву (VO2) износи 250 мл/мин. То значи да се значајно већа количина кисеоника (1.000 мл) испоручује ткивима (DO2) у поређењу са њиховом потрошњом (VO2) од 250 мл/мин.

## Праћење засићења кисеоником
Степен оксигенације може се пратити на два начина помоћу:
- Пулсног оксиметра — мерењем засићености хемоглобином кисеоником (О2).[7]
- Мерење парцијалног притиска кисеоника у артеријској крви (РаО2) помоћу анализатора гаса, што је  најбољи и најпоузданији начин за процену оксигенације.

## Физиологија и патофизиологија засићења кисеоником
Физиолошки, када се удише атмосферски ваздух (FiO2  =  0,21) код одраслих (у другој и трећој деценији живота), нормалне вредности парцијалног притиска кисеоника у артеријској крви (PaO2) су 90 - 110 ммХг, а засићеност (сатурација) кисеоником  (SaO2)  је 98% .
| SaO2       | Учинак                       |
| ---------- | ---------------------------- |
| 95% и више | Нема доказа                  |
| 80% и мање | Поремећај менталних функција |
| 75% и мање | Губитак свести               |

Код деце је парцијални притисак кисеоника у артеријској крви (PaO2)  80-100 ммХг, а засићеност хемоглобина кисеоником (СаО2) је 95-97%. Код деце са цијаногеним срчаним манама, SaO2 је још нижи, али > 60%.
Код новорођенчади (превремено рођена и терминска беба PaO2  је 50-80 ммХг, а SaO2  88-92%.   
Са старењем, вредност РО2 опада за 3-4 ммХг са сваком деценијом живота, па се код људи у седмој деценији живота могу наћи физиолошке вредности артеријског притиска кисеоника (PaO2) од 68 ммХг.У венској крви, парцијални притисак кисеоника (PaO2) је 40 ммХг, а засићеност кисеоником (SaO2) је 75%. Када парцијални притисак кисеоника у артеријској крви  (PaO2) падне на 60 ммХг, засићеност хемоглобина кисеоником (SaO2) пада на 89%, док са парцијалним притиском кисеоника у артеријској крви (PaO2) изнад 104 ммХг засићеност хемоглобином кисеоником (SaO2) се не може повећати преко 100%